# Spalacopsis texana
Spalacopsis texana är en skalbaggsart som beskrevs av Thomas Casey 1891. Spalacopsis texana ingår i släktet Spalacopsis och familjen långhorningar. Inga underarter finns listade i Catalogue of Life.